# نادي سانت كيلدا لكرة القدم
نادي سانت كيلدا لكرة القدم (بالإنجليزية: St Kilda Football Club)‏ هو نادي كرة القدم الأسترالية أسترالي تأسس في 1873، ويلعب في دوري كرة القدم الأسترالية.

## وصلات خارجية
- الموقع الرسمي